# Branislav Simić
Branislav Simić (srbsky Бранислав Симић * 21. března 1935 Gornja Rogatica, Jugoslávie) je bývalý jugoslávský zápasník srbské národnosti, reprezentant v zápase řecko-římském. Třikrát startoval na olympijských hrách. V roce 1956 na hrách v Melbourne odstoupil po prvním kole. V roce 1960 na hrách v Tokiu vybojoval zlatou a v roce 1964 na hrách v Mexiku bronzovou medaili ve střední váze.
V roce 1963 vybojoval stříbro, v roce 1955 páté a v roce 1967 šesté místo na mistrovství světa.
Po ukončení aktivní sportovní kariéry se zápasu dále věnoval jako trenér.